# Ken Jeong
Kendrick Kang-Joh Jeong (hangul: 정강조; hanja: 鄭康祖, /dʒɒŋ/; n. 13 iulie 1969, Detroit, Michigan, SUA) este un actor, producător, scriitor și medic autorizat american. Jeong a devenit cunoscut pentru rolul lui Leslie Chow în seria de filme Marea mahmureală (The Hangover, 2009–2013) și a lui Ben Chang în serialul NBC Studenți part-time (Community, 2009–2015). A creat, scris și produs sitcom-ul ABC Dr. Ken (2015–2017), în care a interpretat personajul titular, de asemenea a mai jucat în filme ca Knocked Up (2007), Role Models (2008), Furry Vengeance (2010), The Duff (2015), Ride Along 2 (2016), Asiatici bogați și nebuni (2018) sau  Tom și Jerry (2021).

## Filmografie

### Film
| † | Indică lucrări care nu au fost încă lansate |

| An   | Titlu                             | Rol                 | Note |
| ---- | --------------------------------- | ------------------- | --- |
| 1998 | Black Jaq                         | Kurt                | |
| 2007 | Knocked Up                        | Dr. Kuni            | |
| 2007 | Uncle P                           | Supermarket Bag Boy | |
| 2008 | Step Brothers                     | Employment Agent    | |
| 2008 | Pineapple Express                 | Ken                 | |
| 2008 | Role Models                       | King Argotron       | |
| 2009 | The Hangover                      | Leslie Chow         | MTV Movie Awards for Best WTF Moment Nominalizare – MTV Movie Awards for Best Villain Nominalizare – Teen Choice Award Choice Movie Villain |
| 2009 | The Goods: Live Hard, Sell Hard   | Teddy Dang          | |
| 2009 | All About Steve                   | Angus               | |
| 2009 | Couples Retreat                   | Therapist No.2      | |
| 2010 | How to Make Love to a Woman       | Curtis Lee          | |
| 2010 | Furry Vengeance                   | Neal Lyman          | |
| 2010 | Despicable Me                     | Talk Show Host      | Voce |
| 2010 | Vampires Suck                     | Daro                | |
| 2011 | Big Mommas: Like Father, Like Son | Mailman             | |
| 2011 | Zookeeper                         | Venom               | |
| 2011 | The Hangover Part II              | Leslie Chow         | Nominalizare – Teen Choice Award Choice Movie: Male Scene Stealer                                                                           |
| 2011 | Transformers: Dark of the Moon    | Jerry Wang          | |
| 2011 | The Muppets                       | Punch Teacher Host  | Cameo |
| 2013 | Pain & Gain                       | Jonny Wu            | |
| 2013 | The Hangover Part III             | Leslie Chow         | |
| 2013 | Rapture-Palooza                   | God                 | |
| 2013 | Despicable Me 2                   | Floyd Eagle-san     | Voce |
| 2013 | Turbo                             | Kim-Ly              | Voce |
| 2014 | Birds of Paradise                 | Vinnie              | Direct-pe-DVD, voce |
| 2014 | Penguins of Madagascar            | Short Fuse          | Voce |
| 2015 | Advantageous                      | Han                 | Și producător |
| 2015 | The DUFF                          | Mr. Arthur          | |
| 2015 | Ktown Cowboys                     | Rolul său           | Cameo |
| 2016 | Norm of the North                 | Mr. Greene          | Voce |
| 2016 | Ride Along 2                      | A.J.                | |
| 2017 | Killing Hasselhoff                | Chris Kim           | |
| 2018 | Crazy Rich Asians                 | Goh Wye Mun         | |
| 2018 | Saving Zoë                        | Dr. Gallagher       | |
| 2018 | Goosebumps 2: Haunted Halloween   | Mr. Chu             | |
| 2018 | Then Came You                     | Officer Al          | |
| 2019 | Elsewhere                         | Felix               | |
| 2019 | Wonder Park                       | Cooper              | Voce |
| 2019 | Avengers: Endgame                 | Security guard      | Cameo |
| 2019 | Dads                              | Rolul său           | Documentar |
| 2019 | Lady and the Tramp                | Doctor              | Cameo |
| 2020 | My Spy                            | David Kim           | |
| 2020 | Scoob!                            | Dynomutt            | Voce |
| 2020 | The Opening Act                   | Quinn               | |
| 2020 | Over the Moon                     | Gobi                | Voce |
| 2021 | Occupation: Rainfall              | Bud Miller          | [ 8 ] |
| 2021 | Tom & Jerry                       | Chef Jackie         | |
| 2021 | Boss Level                        | Chef Jake           | |
| 2021 | My Little Pony: A New Generation  | Sprout              | Voce |
| 2021 | Extinct                           | Clarance            | Voce |
| TBA  | All-Star Weekend †                |                     | |
| TBA  | El Tonto †                        |                     | Post-productie |

### Televiziune
| An           | Titlu                                            | Rol                                                      | Note |
| ------------ | ------------------------------------------------ | -------------------------------------------------------- | --- |
| 1997         | The Big Easy                                     | Dr. Tang                                                 | Episodul: "Night Music" |
| 2001         | The Downer Channel                               | Store Owner                                              | Episodul: "1.2" |
| 2002         | Girls Behaving Badly                             | Rol principal                                            | |
| 2003         | Cedric the Entertainer Presents                  | Asian Thunder                                            | 1 episod |
| 2003–2005    | MADtv                                            | Diverse personaje                                        | 4 episoade |
| 2004         | Significant Others                               | Ginecolog                                                | Episodul: "An Ache, a Fake & Forgot to Brake"                                                                                  |
| 2004         | Crossing Jordan                                  | Steve Choi                                               | Episodul: "Slam Dunk" |
| 2004         | Grounded for Life                                | Owner                                                    | Episodul: "I'm Looking Through You"                                                                                            |
| 2005         | Two and a Half Men                               | Male Nurse                                               | Episodul: "Woo-Hoo, a Hernia Exam!"                                                                                            |
| 2005         | The Office                                       | Bill                                                     | Episodul: "E-mail Surveillance"                                                                                                |
| 2005         | Mind of Mencia                                   | Ken                                                      | 1 episode |
| 2006         | Three Strikes                                    | Roido's Interpreter                                      | Episodul: "Pilot" |
| 2006         | Entourage                                        | Coffee Shop Manager                                      | Episodul: "The Release" |
| 2007         | The Shield                                       | Skip Osaka                                               | Episodul: "Back to One" |
| 2007         | Curb Your Enthusiasm                             | Man in Jersey #1                                         | Episodul: "The Anonymous Donor"                                                                                                |
| 2007         | Boston Legal                                     | Coroner Myron Okubo                                      | Episodul: "The Innocent Man"                                                                                                   |
| 2008         | 'Til Death                                       | Dr. Park                                                 | 2 episoade |
| 2008         | Worst Week                                       | Phil                                                     | 2 episoade |
| 2009         | WWE Raw                                          | Gazdă/Rolul său                                          | Episodul: "August 3rd, 2009"                                                                                                   |
| 2009–2011    | American Dad!                                    | Dr. Perlmutter / Butch Johnson (voci)                    | 3 episoade |
| 2009         | Party Down                                       | Alan Duk                                                 | 2 episoade |
| 2009         | Men of a Certain Age                             | Kuo                                                      | Episodul: "Pilot" |
| 2009–2015    | Community                                        | Ben Chang                                                | 92 episoade TV Guide Award for Favorite Ensemble (2012) Nominated – Teen Choice Award for Choice TV: Male Breakout Star (2010) |
| 2010         | Players                                          | Rufus Ramsey                                             | Episodul: "Induction Day" |
| 2012         | Mary Shelley's Frankenhole                       | Hyralius (voce)                                          | Episodul: "Maly Sherrey's Hyralius, Mutant Monster!"                                                                           |
| 2012         | Burning Love                                     | Ballerina                                                | 2 episoade Streamy Award for Best Guest Appearance                                                                             |
| 2012–2018    | Bob's Burgers                                    | Dr. Yap (voce)                                           | 6 episoade |
| 2013         | Kung Fu Panda: Legends of Awesomeness            | Superintendent Woo (voce)                                | 2 episoade |
| 2013–2014    | Sullivan & Son                                   | Jason                                                    | 2 episoade |
| 2013         | Kelly Clarkson's Cautionary Christmas Music Tale | Kelly's Manager                                          | Special TV |
| 2013         | Maron                                            | Rolul său                                                | Episodul: "Sponsor" |
| 2013–2014    | Turbo FAST                                       | Kim-Ly (voce)                                            | 2 episoade |
| 2014         | Hot in Cleveland                                 | Doctor                                                   | Episodul: "Stayin' Alive" |
| 2014–2018    | BoJack Horseman                                  | Dr. Allen Hu (voce)                                      | 2 episoade |
| 2015         | Glee                                             | Pierce Pierce                                            | 2 episoade |
| 2015         | Robot Chicken                                    | Richie Cunningham (voce)                                 | Episodul: "Ants on a Hamburger"                                                                                                |
| 2015–2017    | Dr. Ken                                          | Ken Park                                                 | Rol principal; de asemenea, creator, scriitor și producător executiv                                                           |
| 2016         | Wheel Of Fortune                                 | Dr. Ken                                                  | Episodul: "Fun and Fit 5" |
| 2016         | P. King Duckling                                 | Lee (voce)                                               | Episodul: "A Day With A Panda"                                                                                                 |
| 2016–2019    | Fresh Off the Boat                               | Gene                                                     | 3 episoade |
| 2016–2018    | Justice League Action                            | Toyman (voce)                                            | 2 episoade |
| 2017         | A Christmas Story Live!                          | Omul Pom de Crăciun / Proprietar de restaurant chinezesc | Special TV |
| 2018         | Drop the Mic                                     | Rolul său                                                | Episodul: "Shaquille O'Neal vs. Ken Jeong / Jerry Springer vs. Ricki Lake"                                                     |
| 2018–2019    | Magnum P.I.                                      | Luther H. Gillis                                         | 2 episoade |
| 2018         | America's Got Talent                             | Judecător invitat                                        | Episodul: "Judge Cuts 1" (Sezonul 13)                                                                                          |
| 2019         | The Kids Are Alright                             | Grover Young                                             | Episodul: "The Love List" |
| 2019         | King of Mask Singer                              | Golden Pig                                               | Gazdă / invitat; Episode 186                                                                                                   |
| 2019         | The Simpsons                                     | Korean Monk (voce)                                       | Episodul: “E My Sports” |
| 2019         | The Loud House                                   | Stanley Chang (voce)                                     | 2 episoade |
| 2019         | The Casagrandes                                  | Stanley Chang (voce)                                     | Rol secundar |
| 2019         | What Just Happened??! with Fred Savage           | Rolul său                                                | Episodul: “Assistant” |
| 2019         | Ken Jeong: You Complete Me, Ho                   | Rolul său                                                | Episod special Netflix |
| 2019         | The Ellen DeGeneres Show                         | Rolul său                                                | Gazdă invitat |
| 2019–present | The Masked Singer                                | Rolul său/Panelist                                       | Season 1–prezent |
| 2020         | Staged                                           | Rolul său                                                | Episodul: "The Warthog and the Mongoose"                                                                                       |
| 2020         | The Masked Singer UK                             | Rolul său/Panelist                                       | Season 1 |
| 2020         | Game On!                                         | Rolul său (concurent)                                    | Episodul: "Celebrity Guests: Tiki Barber and Ken Jeong"                                                                        |
| 2020–prezent | I Can See Your Voice                             | Host                                                     | |
| 2020         | New Year's Eve Toast & Roast 2021                | Rolul său (gazdă)                                        | Cu Joel McHale |
| 2020–2021    | The Masked Dancer                                | Rolul său/Panelist                                       | |
| 2021         | So Not Worth It                                  | Crane Guy                                                | Episode 4 |
| 2022         | Murderville                                      | Rolul său                                                | Episodul: "The Cold Case" |
| 2022         | The Pentaverate                                  | Skip Cho                                                 | |
| TBA          | Adventures in Wonder Park                        | Cooper (voce)                                            | 11 episoade |
| TBA          | The Emperor of Malibu                            | TBA                                                      | Nelansat încă |

## Videoclipuri muzicale
| An   | Titlu                 | Rol                     |
| ---- | --------------------- | ----------------------- |
| 2007 | "What's It Gonna Be?" | Million Dollar Strong   |
| 2011 | "I Like How It Feels" | Rolul său               |
| 2016 | "Boombox"             | Laura Marano's Director |
| 2016 | "La La (Visual)"      | Rolul său               |
| 2018 | "Waste It On Me"      | Steve Aoki feat. BTS    |